# Калиновецкий сельский совет (Золочевский район)
Калинове́цкий, до 2016 Октя́брьский (укр. Жовтне́вий) сельский совет — входит в состав 
Золочевского района Харьковской области
Украины.
Административный центр сельского совета находится в 
посёлок Калиново.

## История
- 1920 — дата образования данного сельского Совета депутатов трудящихся в составе ... волости Богодуховского уезда Харьковской губернии Украинской Советской Социалистической Республики.
- С марта 1923 года — в составе Золочевского района Богоду́ховского о́круга (затем, после его упразднения, Ахты́рского о́круга), с февраля 1932 — в Харьковской области УССР.
- После 17 июля 2020 года в рамках административно-территориальной реформы по новому делению Харьковской области[3][4] данный сельский совет, как и весь Золочевский район Харьковской области, был упразднён; входящие в него населённые пункты и его территории присоединены к … территориальной общине Богодуховского района.
- Сельсовет просуществовал 100 лет.

## Населённые пункты совета
- посёлок Кали́ново (б. Октя́брьское[1][5][6]).
- село Карасёвка.
- село Миро́новка.
- село Черногла́зовка.